# Christen Worm
Christen Worm (Christen Willumsen Worm eller C.W. Worm, 10. juni 1672–9. oktober 1737) var biskop over Sjælland fra 1711 til sin død.
Worm var født i København og søn af justitiarius, domstolsformand, retspræsident Willum Worm. I 1686 kom han i Frue Latinskole, hvorfra han blev student 1689. I sit hjem trådte han i venskabsforhold til den lærde islænding Arne Magnussen og fik lejlighed til at gøre sig bekendt med hans kritiske arbejde over Åre Frodes Islands Historie, hvoraf han fik en afskrift.
I foråret 1692 tog han teologisk eksamen og opholdt sig derefter i Tranebjærg på Samsø hos en lærd orientalist, præsten Mads Iversen Vejle, indtil han i slutningen af året blev hører, hjælpelærer, ved Frue Latinskole. 1692-1694 holdt han en række dissertationer ved universitetet over jødiske antikviteter, oldsager. Disse afhandlinger, "De corruptis Antiquitatum Hebræarum apud Tacitum et Martialem Vestigiis libri II" blev trykt i B. Ugolinus (ed.), Thesaurus Antiquitatum Sacrarum, etc. Vol. 2. Venedig, 1744, hvilket må tages som et vidnesbyrd om, at man endnu dengang har betragtet dem som
stående betydelig over de almindelige universitetsdisputatser.
I 1694 gav Christian 5. ham løfte på et professorat i filosofi med senere oprykning i et teologisk professorat, og 1695 disputerede han for professoratet. I foråret 1696 fuldendte han et stridsskrift, hvori han udførligt behandlede et emne fra oldkirken: Sabellius og hans antitrinitariske vranglære. Skriftet, der udkom samme år i Frankfurt am Main, vidnede om en ualmindelig lærdom og fik en smigrende anmeldelse i udlandet. Men i Danmark undrede man sig over, at han i så kort tid havde kunnet tilegne sig en så omfattende
kundskabsmasse, og der var dem, der påstod, at det ikke var hans eget, men den lærde Samsøpræsts arbejde, han førte frem. Hvorledes det forholder sig dermed, lader sig ikke udrede, men måske har præsten, som ikke selv udgav noget, overdraget Worm sine samlinger til fri rådighed.

## Uheldig konkurrence med Arne Magnussen om udgivelse af islandske historiske kildeskrifter
For at fortsætte sine studier rejste Worm til udlandet. I oktober 1696 opholdt han sig i Leiden, men rejste kort efter til England,
hvor han studerede i Oxford. Han stod i livlig brevveksling med Frederik Rostgaard, som dengang opholdt sig i Paris, og
måske opmuntret ved vennens udgivervirksomhed, planlagde han selv en udgave af danske og islandske historiske kildeskrifter. Han begyndte med udgivelsen af årbøger fra Esrom (Annales Esromenses) og af Åre Frodes Islands Historie.   Worm kom således Arne Magnussen i forkøbet – en ikke ganske dadelfri fremgangsmåde, som må skrives på hans ungdommeligheds regning.
Han må dog vistnok hurtig være kommet til erkendelse af, at det var et misgreb. Han standsede udgivelsen, og de nævnte værker blev aldrig fuldendt. Men uheldet fulgte ham også på anden måde i Oxford. Han havde på et af bibliotekerne lånt et håndskrift, som han glemte at bringe tilbage 1697, da han forlod Oxford og rejste til Wolfenbüttel. Her så en af bibliotekarerne det hos ham og lånte det, dog vel med
forpligtelse til at sende det tilbage, som han også gjorde. Dette blev nu udlagt, som om Worm havde bortført det og pantsat det for
at komme ud over nogle økonomiske vanskeligheder. Beskyldningen kom på en meget nærgående måde frem i et skrift, som udkom 1737, Worms dødsår, og efter samtidens mening har det sandsynligvis fremskyndet hans død.
I 1698 kom han tilbage fra udlandet, men det professorat, der var stillet ham i udsigt, fik han ikke. Han trådte derefter over i praktisk virksomhed, i det han 1699 blev hjælpepræst hos præsten Mikkel Henriksen Tistorph (XVII, 417) ved Nicolai Kirke og efterfulgte ham som sognepræst 1701. 1707 blev han præst ved Frue Kirke, stiftsprovst og provst over Sokkelund Herred.

## 1711 biskop over Sjællands Stift
I disse år gjorde han sig særlig fortjent ved at virke for
almueskolevæsenets fremme. 1706 fik han oprettet Nicolai Kirkes danske
skole, og 1707 stiftede han en lignende for Frue Sogn. 1710 blev
han professor i teologi og 1711 Sjællands biskop. Da Københavns Fattigkommission,
hvoraf han var medlem, i henhold til en
ældre lov havde forbudt at give almisse, kom han i strid med
stiftsprovst Jacob Lodberg (X, 353), som prædikede imod loven og
ikke ville bøje sig for biskoppen, men skød sagen umiddelbart
ind under kongens afgørelse. Da denne faldt ud til Lodbergs
fordel, følte Worm sin myndighed krænket og klagede i en samtale
med kongen over denne afgørelse. Han var så uforsigtig at
udtale, at på den måde kunne han ikke regere sine præster, og
pådrog sig derved en skarp irettesættelse af kongen, der svarede:
«Regere, den Umage have vi ogsaa paataget os selv».

## Med oprettelsen af Missionskollegiet i 1714 mindskes bispernes og Worms indflydelse
31. oktober – 7. november 1717 holdtes jubelfest for reformationen. Worm, der havde forberedt den, prædikede selv 1. november i Frue Kirke og holdt ligeledes 3. november den latinske festtale på universitetet.
I øvrigt var hans stilling vanskelig og hans indflydelse ikke stor, især efter oprettelsen af Missionskollegiet 1714, der på egen hånd gjorde indstilling om forskellige kirkelige sager, som tidligere faldt ind under bispernes afgørelse. Den teologiske professor Hans Bartholin, der havde betragtet sig som selvskreven til at beklæde Sjællands bispestol, blev en af Worms mest ihærdige modstandere.
Frederik 4. havde 1724 nedsat en hemmelig kommission, der skulle undersøge klager over underslæb, som var rejst imod forskellige højere gejstlige og verdslige embedsmænd. Kommissionen, der på grund af den ed, som den afkrævede dem, der indkaldtes til forhør, kaldtes Bandekommissionen, vakte i høj grad Worms forargelse. I en samtale med Bartholin bebrejdede han ham, at han havde aflagt den omtalte ed, «som stred imod Guds Ord og Naturens Lov». Han erklærede, at han selv aldrig ville lade sig tvinge til at aflægge den, og han udtalte som sin overbevisning, at der ville blive mange menedere.
Bartholin var ikke sen til at lade denne udtalelse gå videre til kommissionen, og Worm fik atter en skarp irettesættelse. Måske var det i den anledning, at han optog sit bekendte valgsprog: «Per spinas ibo ocreatus (skal jeg gå igjennem torne, tager jeg støvler på)». Dronning Anna
Sophie, som var stærkt interesseret i kommissionens undersøgelser, var i det hele taget ikke velsindet over for Worm, der hørte til
dronning Louises parti. 1721 havde han holdt ligprædiken over den tilsidesatte dronning og rost hende i høje toner. Under [[Københavns
ildebrand 1728]] brændte bispegården med stiftsarkivet og Worms betydelige bibliotek, der for en del var en arv fra hans farfader, den berømte Ole Worm.

## 1730 Jubelfest til minde om den augsburgske trosbekendelse,Confessio Augustana
1730 ledede han i sørgelige
omgivelser jubelfesten til minde om den augsburgske trosbekendelse,
og 12. december samme år holdt han ligprædiken over Frederik 4. 

Han udtalte sig ret uforbeholdent om den afdøde konge og rettede et
skarpt angreb på hans strenge Sabbathsforordning af 21. april
1730 og særlig på anvendelsen af gabestokken. Angrebet gjorde
sin virkning. Kort efter ophævede Christian 6. loven. Den
helligdagsforordning, kongen udstedte i 1735, var noget mildere.
1731 kronede Worm Christian 6. og Sophie Magdalene.
Under den nye regering blev hans indflydelse på afgørelsen
af egentlig kirkelige sager endnu ringere, end den havde
været under Frederik 4. Derimod fik han rig lejlighed til at gøre
sin praktiske dygtighed gældende som medlem af en række
kommissioner, hvori han var den, der trak læsset. 

Således fik han 1731 sæde i en kommission, der skulle udarbejde en ny
plan for universitetets virksomhed, og 1733 udvidedes dens virksomhed
tillige til at gøre forslag til reformer i det lærde skolevæsen.
1732-1737 var han meddirektør for Herlufsholm Stiftelse.

## Jubelfest for den danske reformation 1736, og konfirmationens indførelse
1736 holdtes jubelfest til minde om den danske reformation. Festen skulle forherliges ved doktorpromotioner, og da der ved universitetet ikke var nogen dr. theol., der kunne meddele graden til andre, fik Worm graden ved et kongeligt diplom. Forud for festen forberedtes konfirmationens indførelse på forslag af kongens pietistiske rådgivere Johannes Bartholomæus Bluhme og Johan Vilhelm Schrøder (XV, 308).
Worm var den eneste af landets bisper, som blev bedt om at afgive en erklæring om forslaget. Han udtalte sig meget forsigtig. Han fandt konfirmationen gavnlig og hensigtsmæssig, men frygtede for, at den skulle svække dåbens sakramentale betydning, og han
henstillede til kongen at udsætte indførelsen, for at almuen forinden kunne blive vejledet til forståelsen af denne nye kirkeskik,
så at den ikke stillede sig uvillig over for den.
Da der ikke blev taget noget hensyn til hans erklæring, udgav han 1737 et lille skrift om «Børnedaabens Fornødenhed og Konfirmationens
Nytte», hvortil han føjede: «Et velment Sendebrev angaaende den gudelige Konfirmationsforretning», ligesom han også forfattede konfirmationsbønnen.

## Ægteskab og litterær virksomhed
Worm døde 9. Okt. 1737. 1699 havde han ægtet Christine Tistorph
(død 18. januar 1729), datter af hans forgænger ved Nicolai Kirke. 

Foruden de tidligere nævnte skrifter har han udgivet en række
ligprædikener. Om ligprædikenerne over dronning Louise og
Frederik 4. skal tilføjes, at den første ikke måtte udkomme i
Frederik 4.'s tid og den sidste ikke i Christian 6's. De blev
først udgivet 1747, og da, efter samtidige vidnesbyrd, i en mildere
form end den, hvori de forelå. 
Zwergius: Siell. Clerisie I, 359 ff.
Nord. Tidsskr. f. Oldkynd. III, 101.123 ff.
R. Nyerup: Luxdorphiana S. 333 ff.
Kirkehist. Saml. 5. R. II, 533 ff.
Personalhist. Tidsskr. 3. R. II, 96 ff.
S. M. Gjellerup.